# Ridderspoor (textiel)
Een ridderspoor of textielpin is een plastic haakje waarmee een prijskaartje of label aan kleding wordt bevestigd. Een ridderspoor bestaat uit een dun langwerpig plastic draadje met twee stompe uiteinden. Aan het ene uiteinde hangt het prijskaartje, het andere wordt met een textieltang door het kledingstuk geschoten. Een ridderspoor kan alleen verwijderd worden door het kapot te knippen of te snijden. Een ridderspoor is gemaakt van polypropeen of nylon en kan verschillende kleuren hebben. De transparante versie wordt het meest gebruikt.

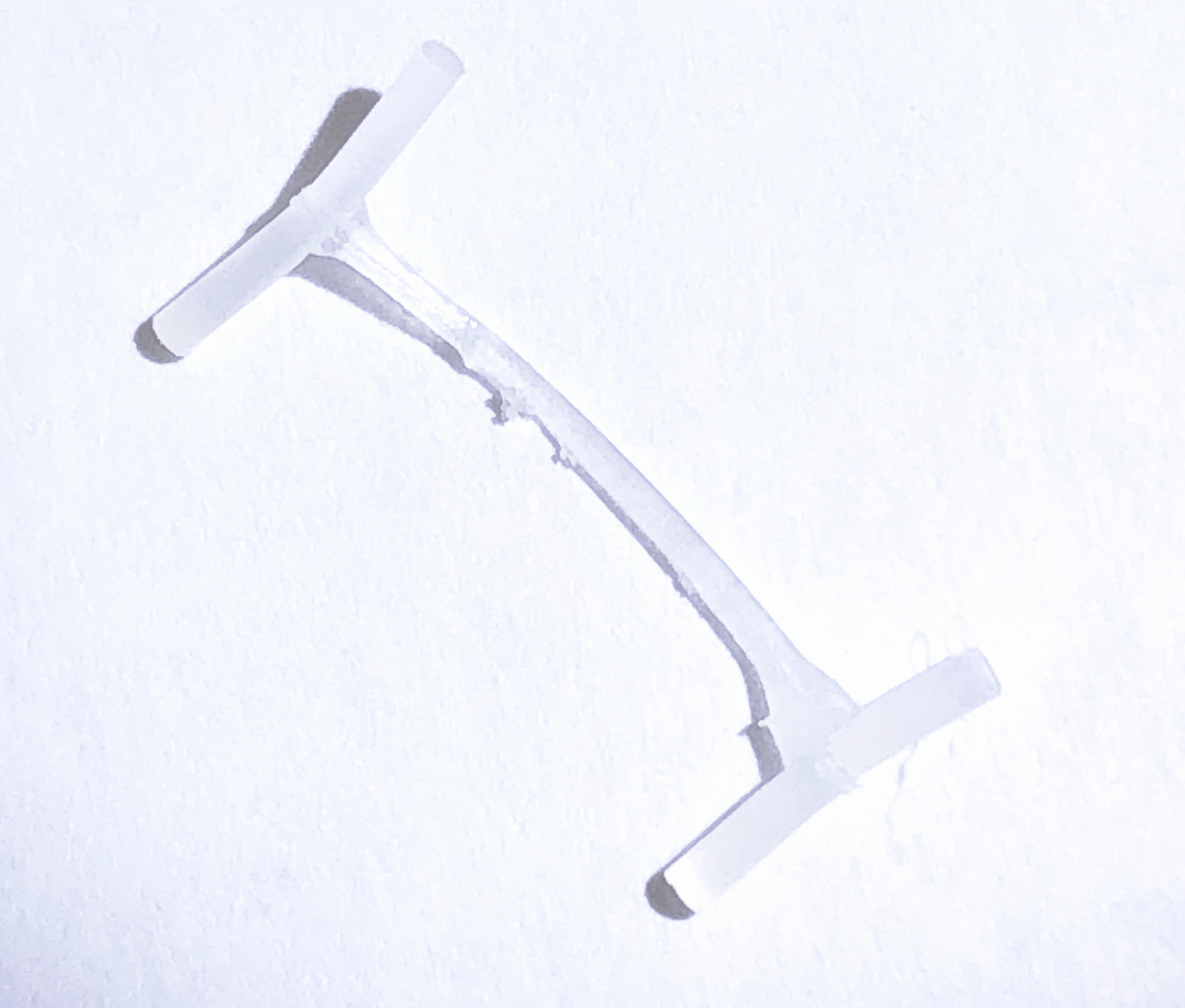
Klein model ridderspoor
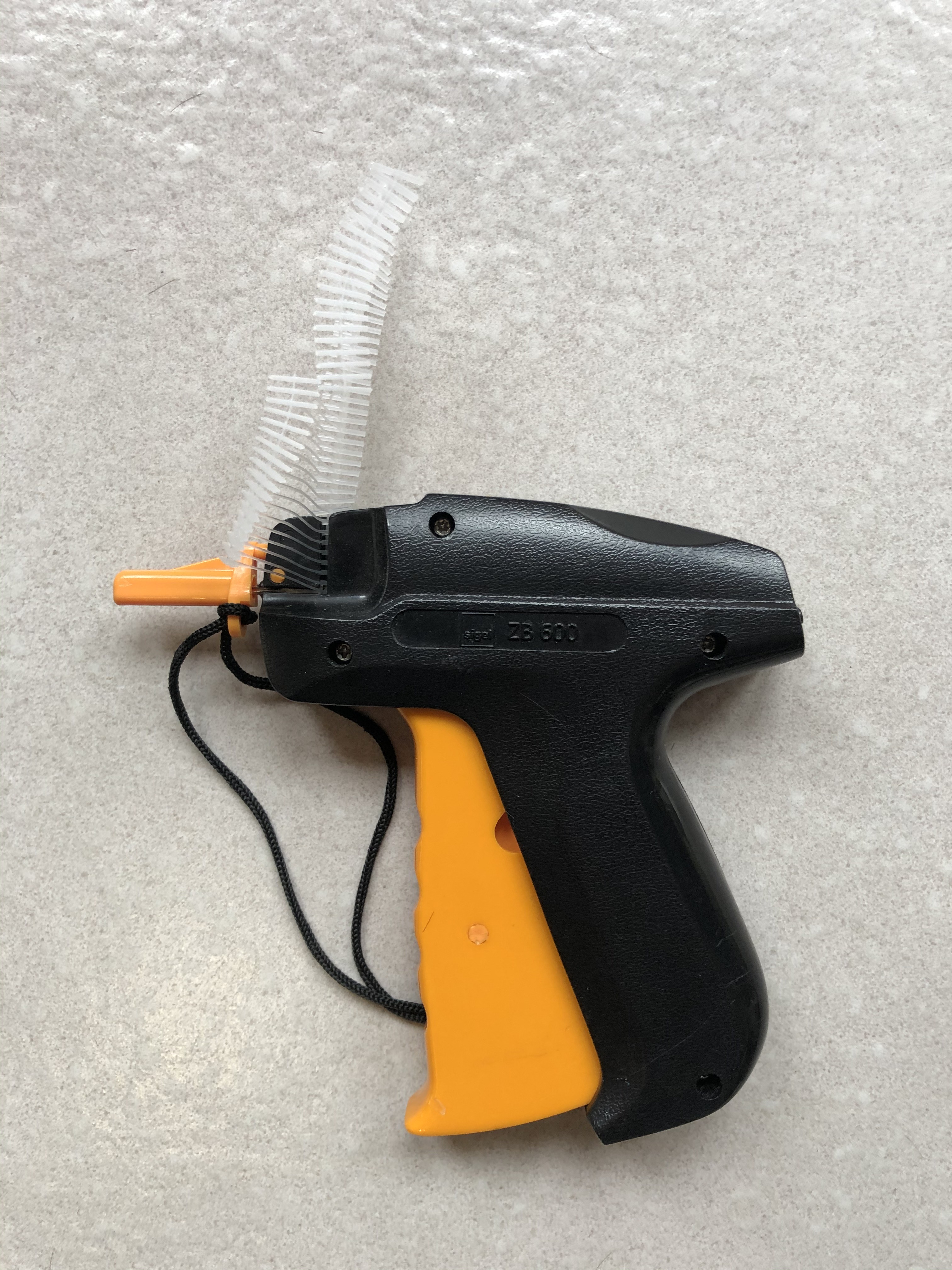
Textieltang waarmee een ridderspoor door kleding geschoten kan worden